# بوران آلپاین
بوران آلپاین(به انگلیسی: Alpine borane) نام تجاری یک ترکیب آلی بوردار است که در سنتز آلی استفاده می‌شود. این ترکیب به صورت یک مایع بی رنگ است، اگرچه معمولاً به صورت محلول عرضه می‌شود.

## آماده‌سازی و واکنش‌ها
این واکنش‌گر از واکنش BBN-9 با α-پینن تولید می‌شود.
این تری‌آلکیل‌بوران کایرال که به لحاظ فضایی شلوغ است، می‌تواند به طور فضاگزین آلدهیدها را در آنچه که به عنوان احیای بوران آلپاین میدلند یا به سادگی احیای میدلند شناخته می‌شود، کاهش دهد:
C8H12B-pinanyl + RCDO → C8H12BOCHDR + (+)-d-pinene
هیدرولیز بورینیک استر حاصله، الکل را ایجاد می‌کند:
C8H12BOCHDR + H2O → C8H12BOH + HOCHDR
همچنین این واکنشگر برای کاهش فضاگزین برخی از کتون‌های استیلنی موثر است.
این واکنش شامل تشکیل یک ترکیب اضافی با کوئوردینه شدن اکسیژنِ کربونیل به بور است. انتقال هیدرید درون مولکولی از استخلاف پینان به کربنِ کربونیل انجام می‌شود.